# Вімблдонський турнір
Вімблдонський турнір або Вімблдонський чемпіонат (англ. Wimbledon Championships), або просто «Вімблдон», — найстаріший двотижневий турнір великого тенісу, який відбувається щорічно в кінці червня — на початку липня на кортах Всеанглійського клубу лаун-тенісу й крокету в Лондоні, Англія. Третій турнір Великого шлему з початку року після Australian Open та Roland Garros і єдиний, що проводиться на кортах із трав'яним покриттям.
У Вімблдонському турнірі водночас розігруються звання чемпіонів у індивідуальному й парному розрядах серед чоловіків і жінок та міксті (чоловік і жінка в одній команді), а також проводяться змагання серед юніорів (окрім мікстів). Додатково проходять турніри у старших вікових категоріях: парні чоловічі для гравців від 35 та від 45 років і парні жіночі від 35 та від 45 років.

## Історія

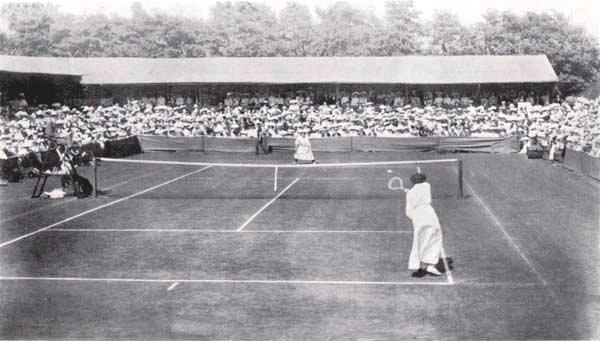
Жіночий фінал Вімблдонського турніру 1905 р. (Дуглас — Саттон)

Чемпіонат уперше проведено під егідою Всеанглійського клубу лаун-тенісу й крокету в 1877 році на кортах поруч з вулицею Ворпл-Роуд (англ. Worple Road) у передмісті Лондона Вімблдон. Матчі проходили лише в індивідуальних чоловічих розрядах. Перше змагання було організоване в добродійних цілях — потрібно було зібрати гроші на ремонт газонокосарки. У чоловічому індивідуальному турнірі взяли участь 22 гравці. Це був перший організований тенісний турнір у світі. Його чемпіоном став 27-річний Спенсер Гор (англ. Spencer Gore). Він отримав як призові 12 гіней.
У 1884 проведено перші жіночі індивідуальні та парні чоловічі змагання, а з 1913 — парні жіночі та змішані парні (мікст). У 1922 році чемпіонати почали проводитися на кортах на вулиці Черч-Роуд (англ. Church Road), де вони проходять і понині. Спочатку, як і в трьох інших турнірах серії Великого шлему, за перемогу на Вімблдоні боролися гравці-аматори, в 1968 за звання чемпіона стали виборювати професіонали (початок Відкритої ери). Англійці дуже пишаються турніром. Цікаво, що в індивідуальних чоловічих іграх на Вімблдоні останнім британським чемпіоном був Фред Перрі (англ. Fred Perry) в 1936 році. Відтоді жодному британцю не вдалося виграти цей турнір. Теж саме спостерігається й у жінок з 1977 року, коли останній раз виграла британка Вірджинія Вейд (англ. Virginia Wade). Вперше матчі турніру транслювалися телебаченням у 1937.
У 2007 році шотландець Енді Маррей у парі з Єленою Янкович із Сербії, вигравши Вімблдон у мікст, закінчив неприємну для британців суху серію, що тривала 20 років.

## Ігри
На кортах Вімблдону проходять, як правило, п'ять головних серій в таких ігрових категоріях: чоловічі та жіночі індивідуальні змагання, мікст, жіночі й чоловічі пари. Є ігри для юніорів: індивідуальні ігри хлопчиків, індивідуальні ігри дівчат, парні змагання хлопців та дівчат.
До 1921 р., переможці попереднього Вімблдонського турніру (крім жіночих пар та міксту) автоматично потрапляли до останнього раунду. Це призводило до того, що багато чемпіонів зберігали протягом довгого часу свій титул, оскільки вони відпочивали від матчів основної сітки. Але з 1922 р., переможці попереднього чемпіонату почали грати з першого раунду. Щороку турнір починається в понеділок, припадаючи на період з 20 до 26 червня (за шість тижнів до першого понеділка серпня). Цей турнір проходить через два тижні після чемпіонату Клубу Королеви (англ. Queen's Club Championships), який вважають головною розминкою перед Вімблдоном для чоловіків. Інший важливий турнір для чоловіків перед Вімблдоном — відкритий кубок Джеррі Вебера (англ. Gerry Weber Open), що проводиться у німецькому місті Галлі приблизно в той же самий час, що й чемпіонат Квінз Клаб. Вімблдонський турнір триває два тижні. За традицією посередині турніру (у неділю) робиться день відпочинку. Але в 1991, 1997, 2004 та 2016 дощ призвів до того, що день відпочинку був скасовувано і в неділю проводилися ігри, це єдині винятки за всю історію Вімблдону. У кожному з цих випадків організатори турніру робили знижку на квитки й дозволяли вільне розміщення глядачів.

## Гравці й кваліфікація
У цілому сітка Вімблдону передбачає 128 гравців в індивідуальних розрядах, 64 пари в парних розрядах і 48 пар в міксті. Індивідуальні гравці й пари допускаються до ігор відповідно до їхнього міжнародного рейтингу. 32 чоловіки й 32 жінки, що мають найвищий рейтинг, при розсіюванні отримують звання сіяних. Це означає, що найсильніші гравці у перших колах турніру не зустрічаються між собою. Якщо гравці згідно з посівом мають номери 1 і 2, то вони не можуть зустрітися між собою раніше фіналу. Те ж саме зроблено й в парах і міксті, але лише з 16 парами.
Комітет управління й суддів оцінює всі заявки для участі й визначає, яких гравців можна допустити до турніру безпосередньо. Комітет може допустити гравця з недосить високим рейтингом, надавши йому або їй вільну картку — вайлд-кард. Вільні карти надають гравцям, які показали себе добре протягом попередніх турнірів, або можуть стимулювати інтерес публіки до Вімблдону. Єдиним гравцем в одиночному чоловічому розряді, що виграв турнір, маючи вайлд-кард від організаторів, був хорватський тенісист Горан Іванишевич (2001). Жодна тенісистка, маючи вільну картку, турнір у своєму розряді не вигравала. Гравці й пари, які не мають досить високого рейтингу і не одержують вільні карти, можуть взяти участь у кваліфікаційних турнірах, що проводяться за один тиждень до Вімблдону на кортах Державного банку Англії в Роугемптоні (Roehampton). Кваліфікаційні змагання індивідуальних розрядів проходять у три раунди. Немає жодного кваліфікаційного турніру для пар у міксті. Жоден гравець, що пройшов до основної сітки через кваліфікацію, не зміг виграти Вімблдон. В чоловічому індивідуальному розряді американець Джон Макінрой у 1977 та Володимир Волчков з Білорусі у 2000 зуміли добратися до півфіналу. У жінок в індивідуальному розряді цей успіх повторила Олександра Стівенсон (Alexandra Stevenson) в 1999.
Гравців-юніорів до молодших турнірів допускають лише за рекомендаціями їхніх національних тенісних асоціацій.
Комітет відбирає основних гравців і пари (тридцять два гравці в кожному індивідуальному розряді та шістнадцять пар згідно з їхніми рейтингами. Однак, Комітет також має право змінювати посів відповідно до успіхів тенісистів на турнірах із трав'яним покриттям. Більшість учасників не бере участь у жеребкуванні. Лише два несіяні гравці вигравали чоловічий індивідуальний розряд: Борис Бекер у 1985 і Горан Іванишевич у 2001. Жодна несіяна жінка не вигравала турніру в індивідуальному розряді. У 2007 Вінус Вільямс, маючи 23 номер посіву, виграла Вімблдон.

## Арени й покриття кортів
Вісімнадцять ігрових та 22 тренувальні корти, що використовуються на Вімблдоні, мають трав'яне покриття. На траві головними козирями у грі вважається сильна подача і швидкі виходи до сітки. Ці критерії були властиві гравцям на кшталт колишніх чемпіонів Рода Лейвера, Джона Макінроя, Бориса Бекера, Стефана Едберга й Піта Сампраса. Однак гравці задньої лінії, на зразок Б'єрна Борга, також показали себе дуже добре. З жінок можна відзначити Мартину Навратілову, яка встановила рекорд із перемог на Вімблдоні — дев'ять разів. Також можна виділити Сюзанн Ленглен, Гелен Вілс Муді (Helen Wills Moody), Маргарет Корт, Вінус Вільямс, Серену Вільямс і Штеффі Граф.
Головними кортами де проводяться матчі є Центральний корт (Centre Court) та корт No. 1 Court, вони зазвичай використаються лише протягом двох тижнів на рік, протягом чемпіонату, але гра на них може проходити й на третій тиждень за виняткових обставин. Інші сімнадцять кортів регулярно використовуються для інших подій Всеанглійського клубу лаун-тенісу й крокету в Лондоні. Але у 2012 Лондон приймав Літні Олімпійські ігри й тоді на кортах змушені були приймати гостей удруге, через три місяці, оскільки Вімблдон використовувався для тенісних Олімпійських подій 2012.
Вімблдон — єдиний із турнірів Великого шлему, що грається на траві. Колись усі турніри даної серії проходили на траві. Французька відкрита першість змінила покриття кортів з трави на червону глину в 1928, у той час, як чемпіонати Австралії та Сполучених Штатів залишали в себе покриття з трави протягом ще багатьох десятиліть. Чемпіонат Сполучених Штатів змінив покриття з трави на синтетичну поверхню з глини в 1975 і знову змінив на тверду поверхню в 1978 р., на якій і донині відбуваються матчі. Відкритий чемпіонат Австралії замінив траву на тверде покриття в 1988.
Головний корт, Центральний, був відкритий в 1922, коли Всеанглійський клуб лаун-тенісу й крокету в Лондоні переїхав до Черч Роад (Church Road). Ця зміна була викликана неспроможністю попередньої арени прийняти всіх охочих подивитися ігри.
Вімблдон славиться своєю несталою погодою й частими дощами. Щоб зарадити зупинками гри, у 2009 на центральному корті буде побудований розсувний дах, сконструйований таким чином, щоб закриватися/відкриватися протягом менш ніж 10 хвилин. Він призначений насамперед для того, щоб захистити гравців від негоди (а у випадку потреби й надзвичайної спеки) протягом чемпіонату. Відтоді гра припинятиметься тільки на час, необхідний для його відкриття/закриття. Трибуни центрального корту вміщають 15 000 глядачів. У їхньому південному кінці розташована Королівська ложа, з якої члени королівської родини і їх гості спостерігають за матчами. Центральний корт приймає глядачів на фінали й півфінали головних змагань та центральні матчі за участю найкращих гравців.
Корт No.1. Другий найважливіший корт — No. 1. Корт був побудований в 1997, щоб змінити старий No. 1. Спочатку він примикав до Центрального корту, але був змінений окремою ареною, трибуни якої вміщують велику кількість глядачів. Третьою за величиною ареною є Номер 2, яка має назву в народі «Цвинтар Чемпіонів» через її репутацію, як арени, на якій багато сіяних гравців минулого були усунуті від боротьби за титул протягом ранніх раундів. Відомими гравцями, що програли на «Цвинтарі» протягом ранніх етапів були: Джон Макінрой, Борис Бекер, Піт Сампрас, Вінус Вільямс і Серена Вільямс. Арена має місткість приблизно у 3000 місць. Існують плани до чемпіонату 2009 побудувати зовсім нову, розраховану на 4 000 глядачів, арену номер 2 на території корту номер 13.
В північному кінці арени встановлено гігантський телевізійний екран, на якому показують важливі події.

## Змагання
Вімблдон включає 5 основних, 4 юніорські та сім за запрошенням.

#### основні
- Індивідуальні чоловічі (128)
- Жіночі індивідуальні (128)
- Чоловіки пари (64)
- Жінки пари (64)
- Мікс (48)

#### змагання юніорів
- хлопчики індивідуальні (64)
- дівчата індивідуальні (64)
- юнаки пари (32)
- дівчата пари (32)

#### за запрошенням
розігрується 7 призів серед: джентльмени пари, леді пари, ветерани пари, та три призи для людей з інвалідністю.

## Традиції

### Кольори й уніформи
Темно-зелений і фіолетовий (іноді також бузковий) — традиційні Вімблдонські кольори. Зелене одіяння носять головні судді, судді на лінії, хлопчики й дівчинки, що підбирають і подають м'ячі; однак, починаючи з 2006, одяг суддів, що підбирають м'ячі, хлопчаків й дівчаток, що підбирають і подають м'ячі був змінений на нове вбрання з нових кольорів морської хвилі й вершків (від американського дизайнера Ральфа Лорена (Ralph Lauren). Це перший раз в історії чемпіонатів, коли зовнішня компанія стала проєктувати й постачати одяг на Вімблдон.

### Гравці
Правила Всеанглійського клубу лаун-тенісу й крокету в Лондоні вимагають, щоб гравці носили «майже повністю білий» одяг протягом усіх ігор, саме це стало причиною бойкотування молодим Андре Агассі турніру на початку 1990-их. Жодний інший турнір Великого шлему не має такого строго кодексу одягу для гравців.

### Королівська родина
Раніше, гравці під час виходу на корт та після закінчення матчу вклонялися або робили реверанс членам королівської родини, що знаходилися в Королівській ложі Центрального корту. Але у 2003 президент Всеанглійського клубу, його милість герцог Кентський, вирішив припинити цю традицію. Тепер гравці зобов'язані вклонятися або робити реверанс тільки у випадку присутності на матчі королеви або принца Уельського.

### Полуниця й вершки
Полуниця й вершки є традиційними ласощами на Вімблдоні. Щороку протягом чемпіонату продається приблизно 62 000 фунтів полуниці й 1 540 галонів вершків.
У 2017 році 34 000 кг англійських полуниць 10 000 літрів вершків.

## Трофеї та призи
Чемпіон чоловічих індивідуальних ігор одержує срібну позолочену чашу — висотою 18,5 дюймів (приблизно 47 см) і діаметром 7,5 дюймів (приблизно 19 см). Трофей вручають з 1887 і, він має напис: «The All England Lawn Tennis Club Single Handed Champion of the World», переможниці індивідуальних жіночих турнірів отримують тацю зі срібла, відому як Блюдо Розуотер «Rosewater Dish». Таця, розмірами в 18,75 дюйма (приблизно 48 см) у діаметрі, прикрашений міфологічними фігурами. Переможці чоловічих та жіночих пар і міксту отримують срібні чаші. Учасник, що зайняв друге місце, в кожному випадку одержує срібний таріль. Трофеї вручає президент Всеанглійського клубу, герцог Кент, його сестра, принцеса Олександра (Princess Alexandra) та благородна леді Оджілві (The Honourable Lady Ogilvy).
На Вімблдоні більший грошовий приз традиційно отримували чоловіки. Однак, у заяві, зробленій Всеанглійським клубом в лютому 2007 р., було сказано, що майбутній грошовий приз буде однаковим як для чоловіків, так і для жінок. Це робить Вімблдонську політику призових ідентичною до всіх інших змагань серії Великого шлему. У 2005 загальна кількість призових Вімблдонського турніру вперше перевищила 10 мільйонів і склала USD 10 085 510. Суми, надані переможцям у 2006 (сума для пари поділяється порівну між партнерами):
- Чоловічий індивідуальний: 1 287 469 дол.
- Жіночій індивідуальний: 1 228 501 дол.
- Чоловічий парний: 407 265 дол.
- Жіночій парний: 378 840 дол.
- Мікст: 166 093 дол.

У 2007 р. кількість призових становила 11 282 710 доларів США.
У 2012 Сергій Стаховський став ініціатором руху за збільшення призових гравцям, що не демонструють високих результатів на турнірі, за межами "Великої Четвірки" (на той час Надаль, Джокович, Маррей, Федерер). В результаті у 2013 загальну суму призових збільшили на 40%, змінили і їх розподіл.

##### 2019 Чоловічі та Жіночі призові гроші в індивідуальному розряді
Переможець £2,350,000 (суму збільшено у порівнянні з попереднім роком 4,4%)
Фіналіст\друге місце £1,175,000 (+4,4%)
Програш в півфіналі £588,000 (+4,6%)
Програш у чвертьфіналі £294,000 (+4,6%)
Програш  четвертому колі £176,000 (+8,0%)
Програш в третьому колі £111,000 (+11,0%)
Програш в другому колі £72,000 (+14,3%)
Програш в першому колі £45,000 (+15,4%)
Призові в 2019 становлять £38,000,000

### Призові очки
До рейтингу ATP та WTA на 2020 рік за участь в турнірі отримує:
|              | ATP  | WTA  |
| ------------ | ---- | ---- |
| перший раунд | 10   | 10   |
| другий       | 45   | 70   |
| третій       | 90   | 130  |
| четвертий    | 180  | 240  |
| чвертьфінал  | 360  | 430  |
| півфіналіст  | 720  | 780  |
| фіналіст     | 1200 | 1300 |
| чемпіон      | 2000 | 2000 |

## Цікавинки
Вімблдонський тенісний турнір у 2008 році став найпопулярнішим змаганням у букмекерів. За даними букмекерської контори Betfair, третій грандслем за кількістю ставок перевершив чемпіонат Європи та Олімпійські ігри. Сума ставок на всі матчі Вімблдону становила 56 мільйонів євро, з яких 3,5 мільйони припало на фінальне протистояння Роджера Федерера та Рафаеля Надаля..

## Переможці
- Переможці Вімблдонського турніру серед чоловіків в одиночному розряді
- Переможці Вімблдонського турніру серед жінок в одиночному розряді
- Переможці Вімблдонського турніру серед чоловіків у парному розряді
- Переможці Вімблдонського турніру серед жінок у парному розряді
- Переможці Вімблдонського турніру серед змішаних пар

## Галерея

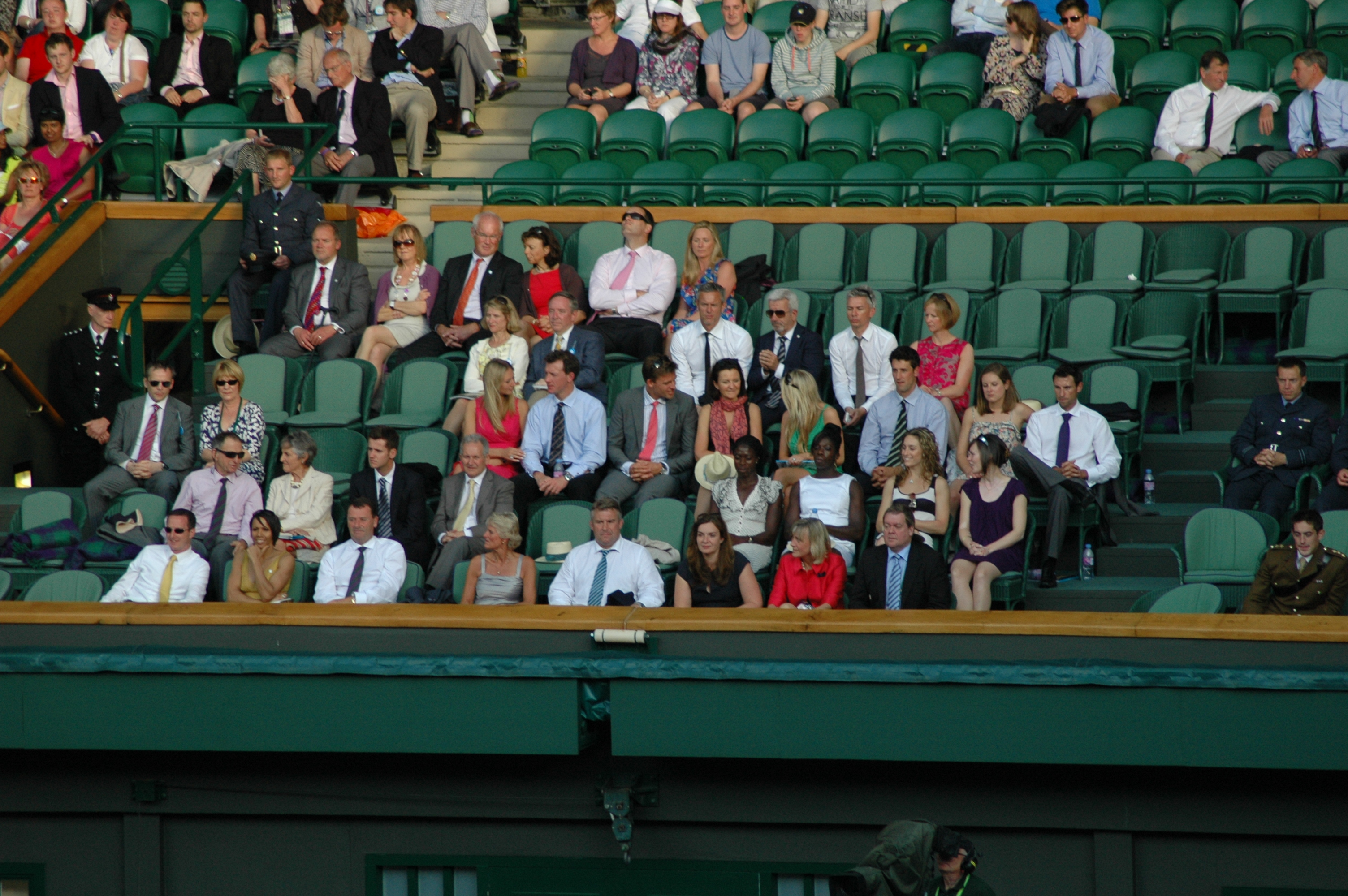
The Royal Gallery at Centre Court, Wimbledon
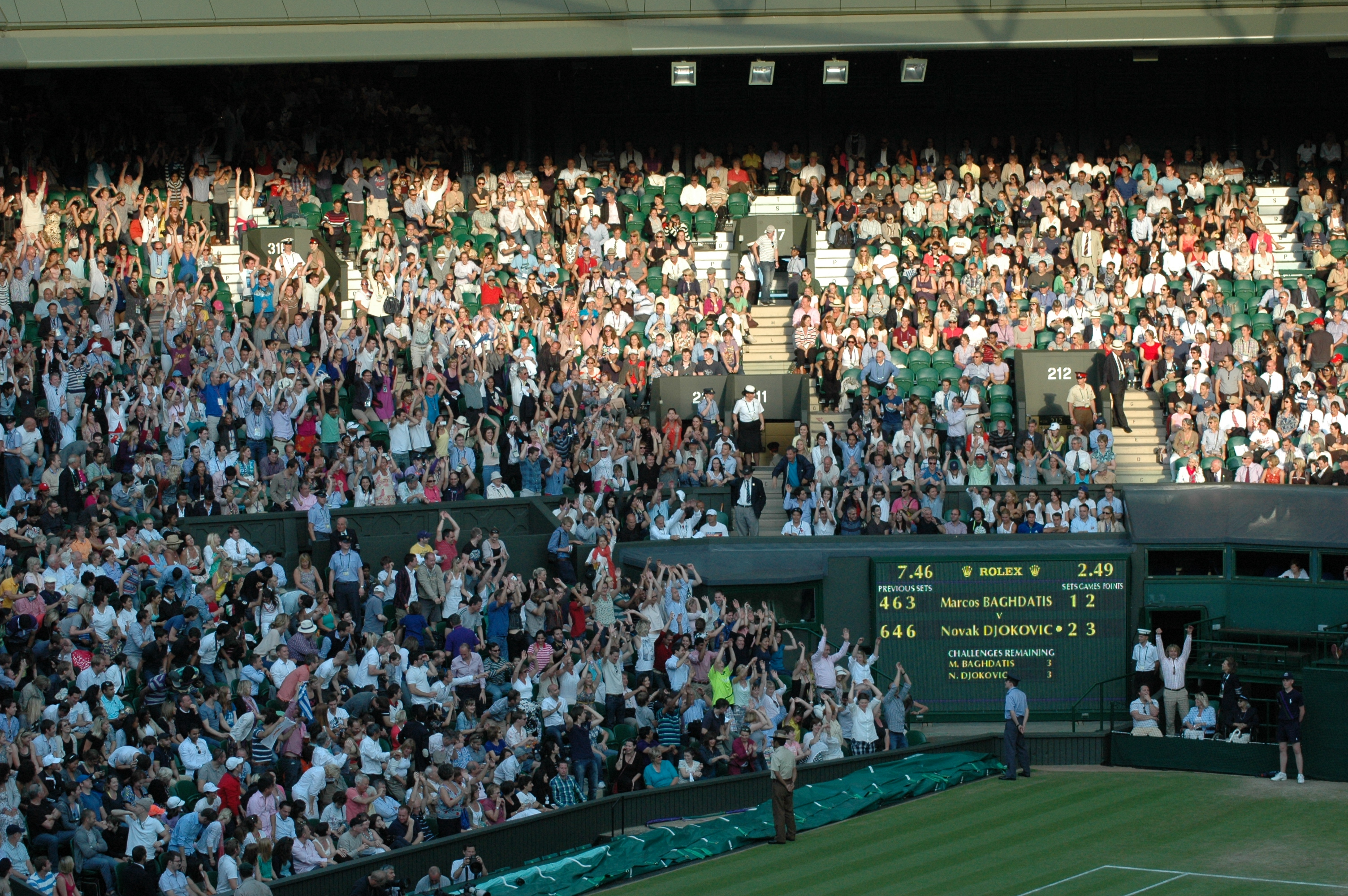
The Crowd at Centre Court, Wimbledon
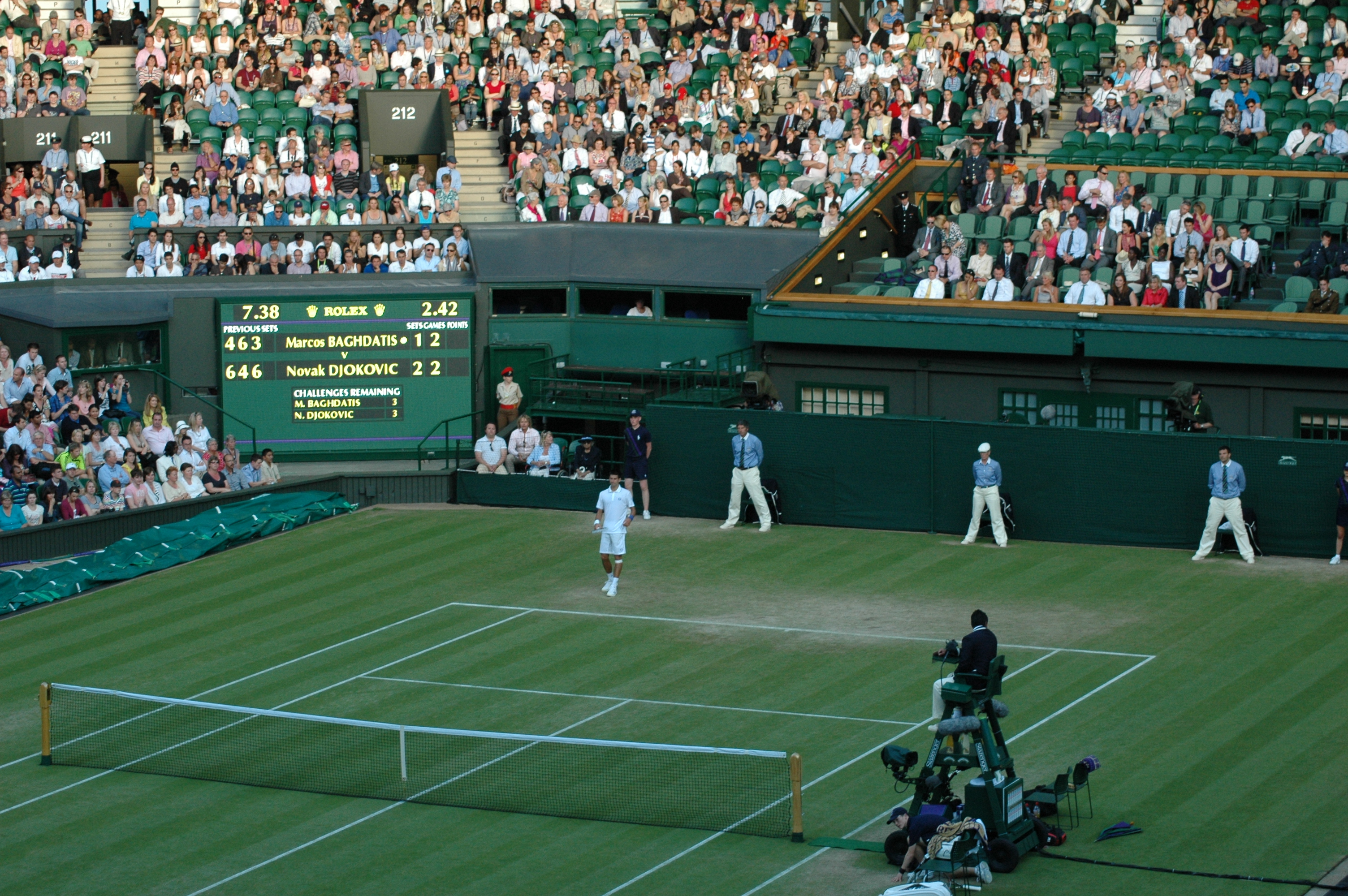
The Centre Court, Wimbledon
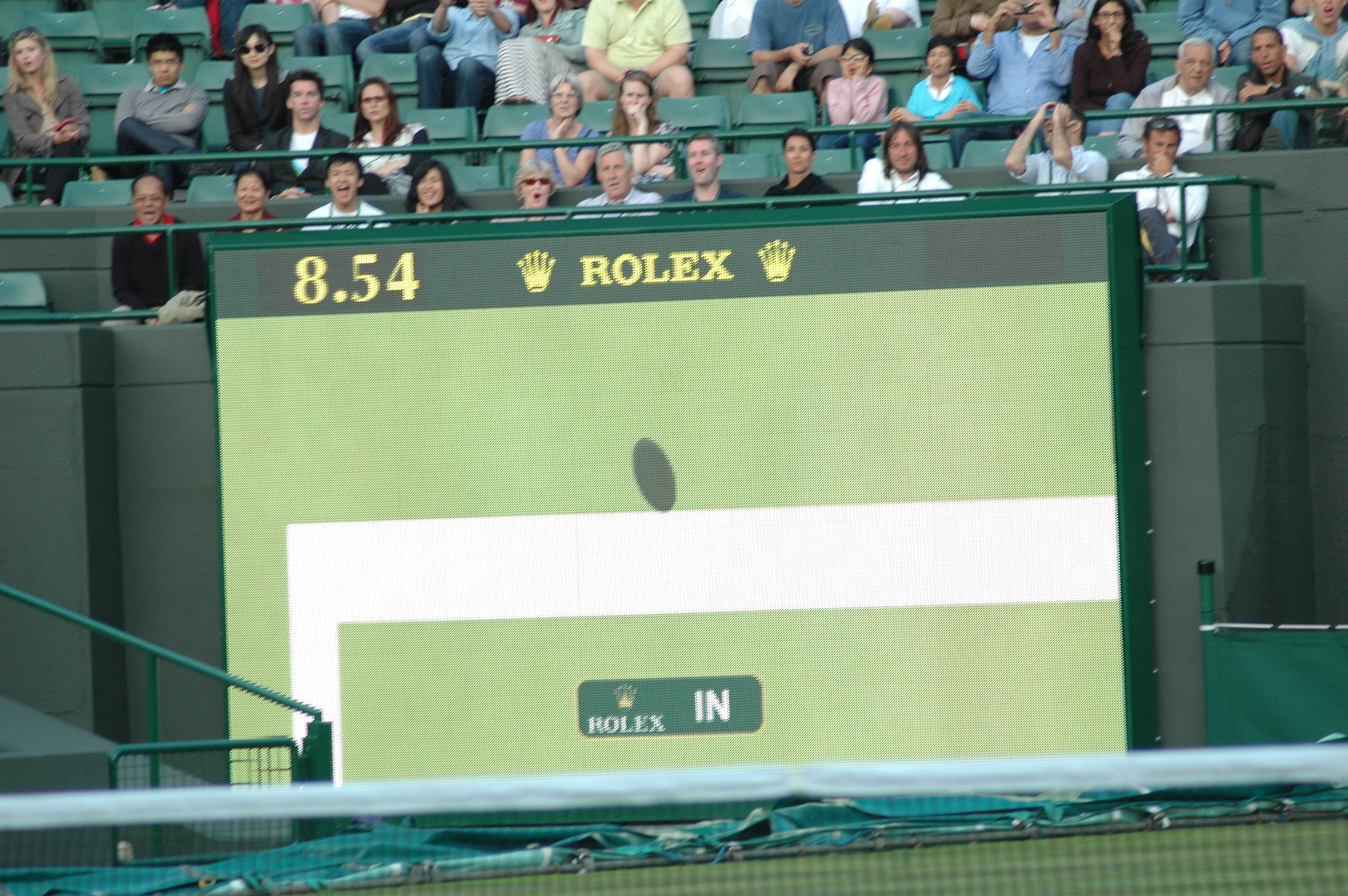
The decision of In or Out with the help of Technology at Wimbledon
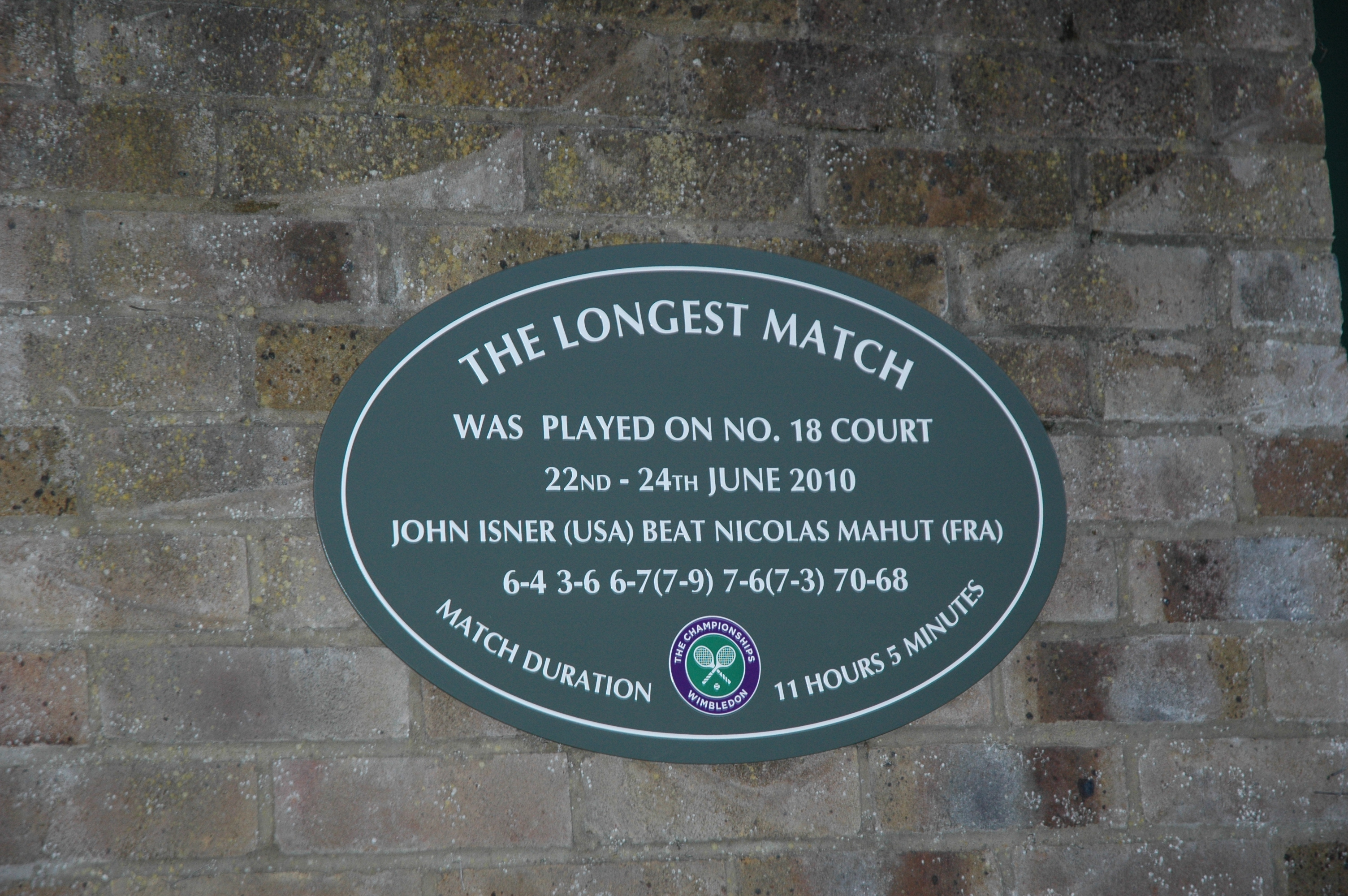
The longest match ever played at Wimbledon
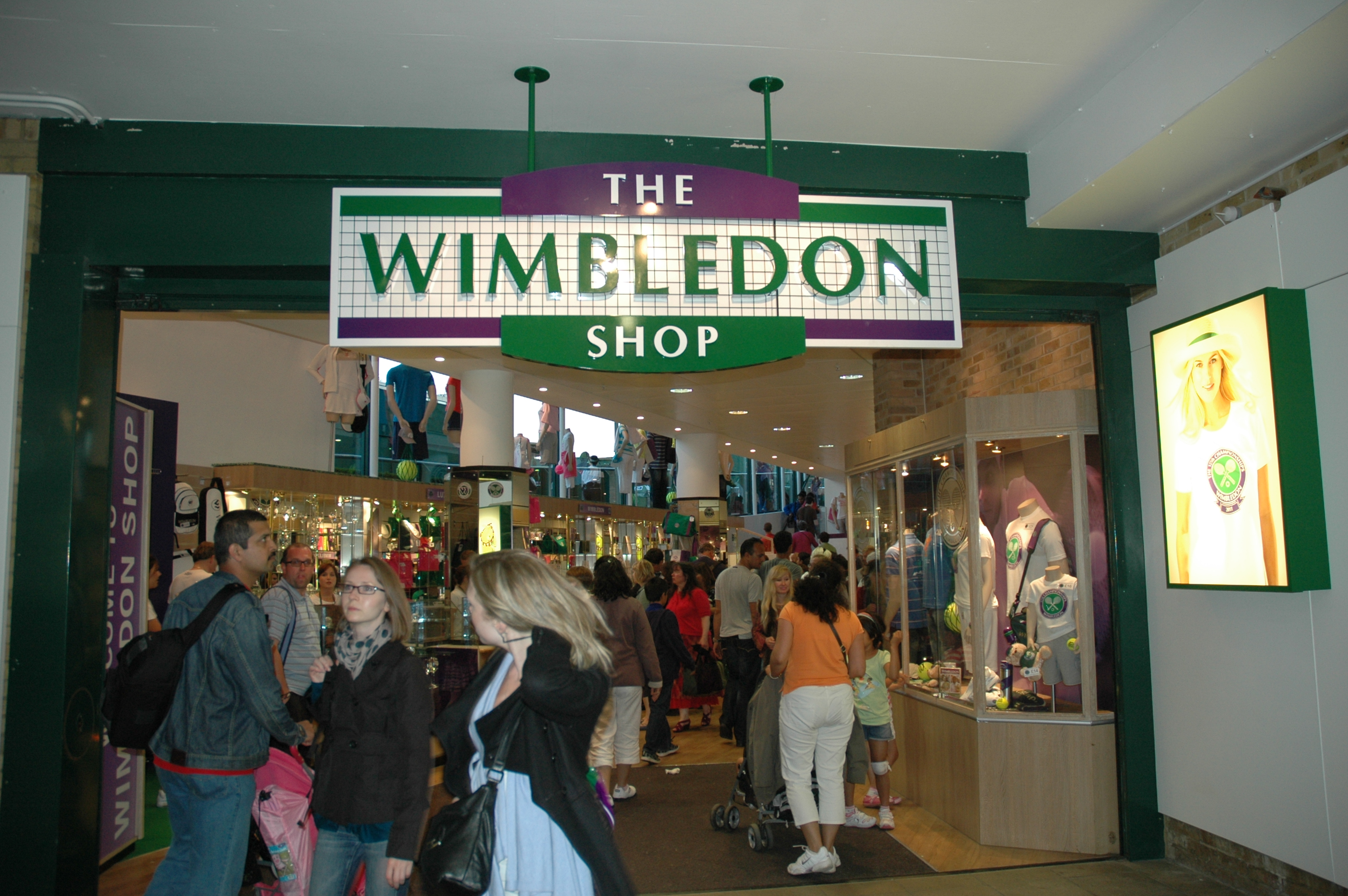
The Wimbledon Shop
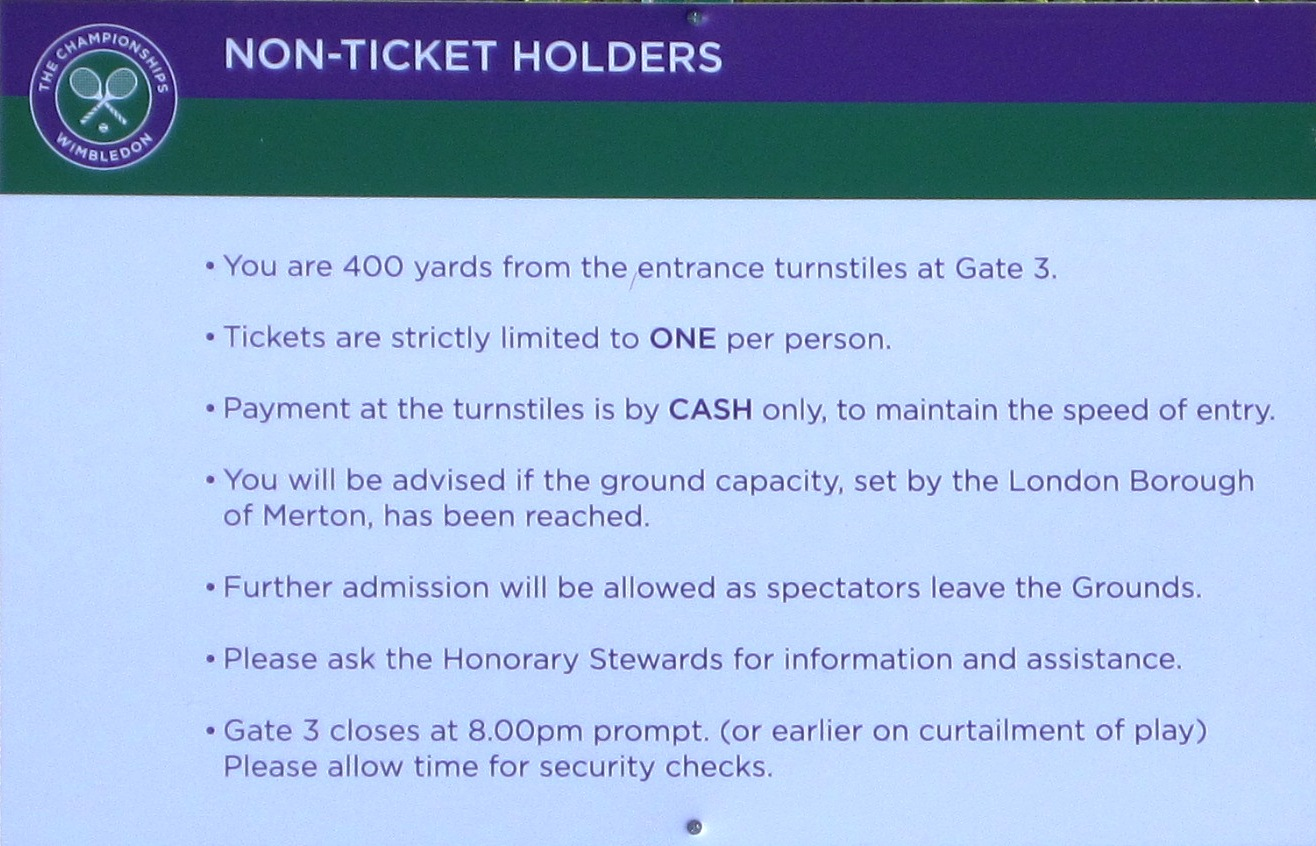
The instructions to Non Ticket Holders at Wimbledon
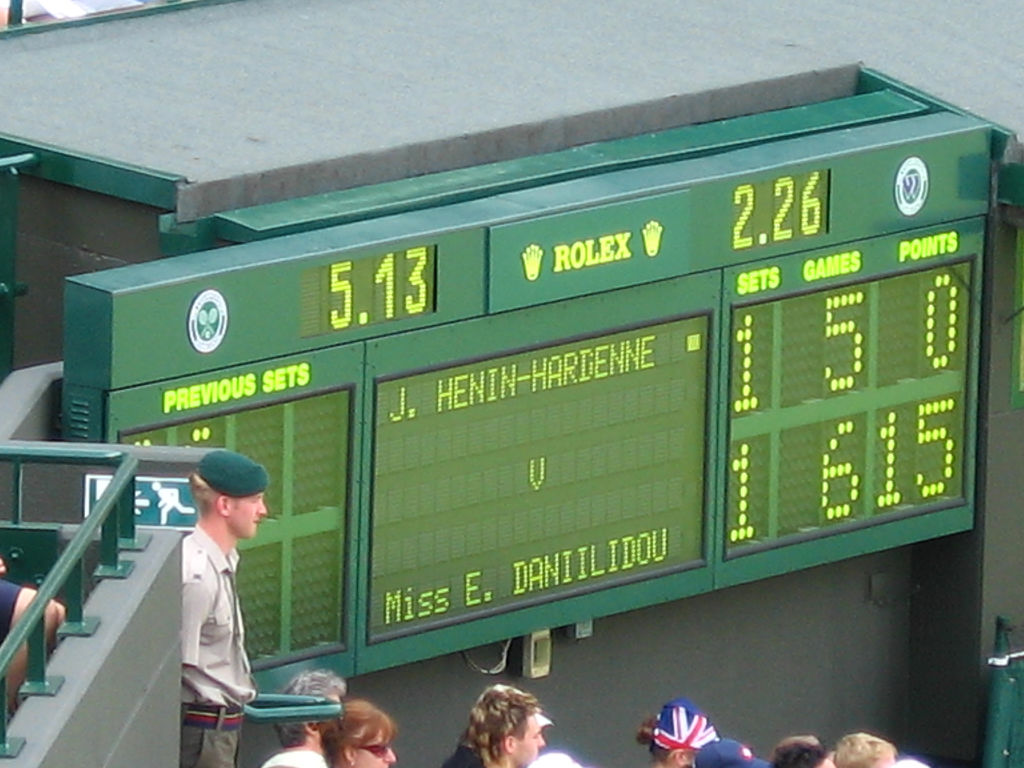
Wimbledon scoreboard
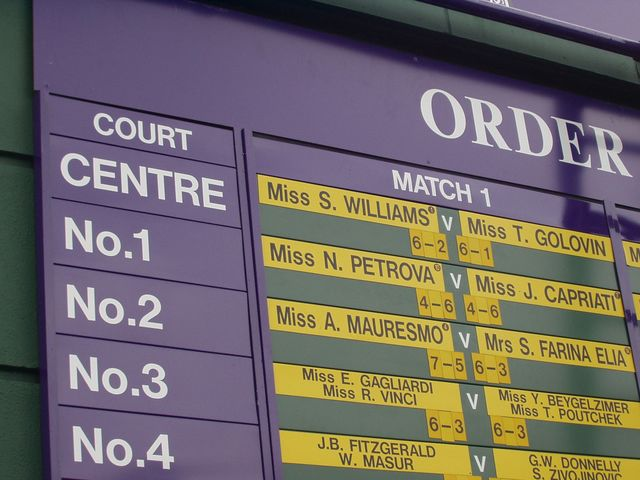
Wimbledon order of play
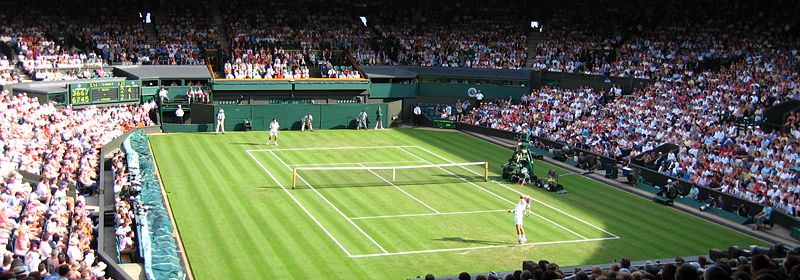
Centre Court Wimbledon 1
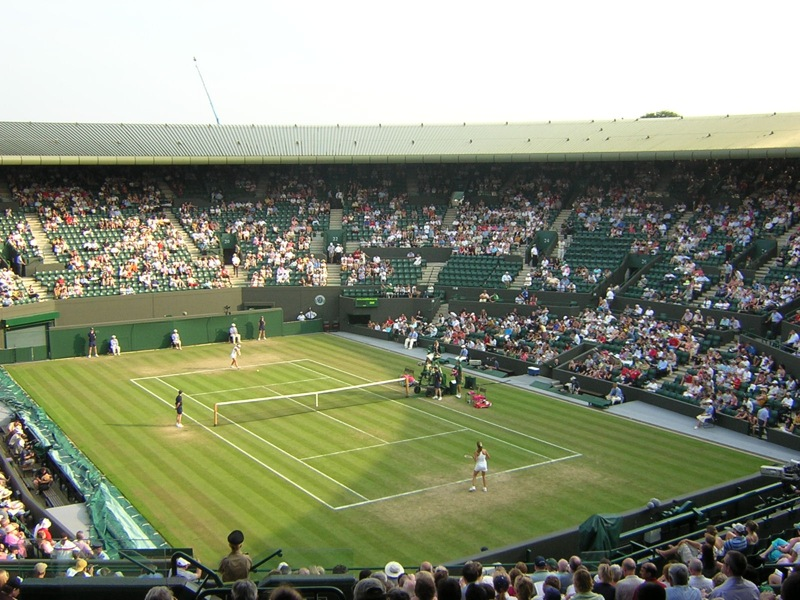
Wimbledon Court 1
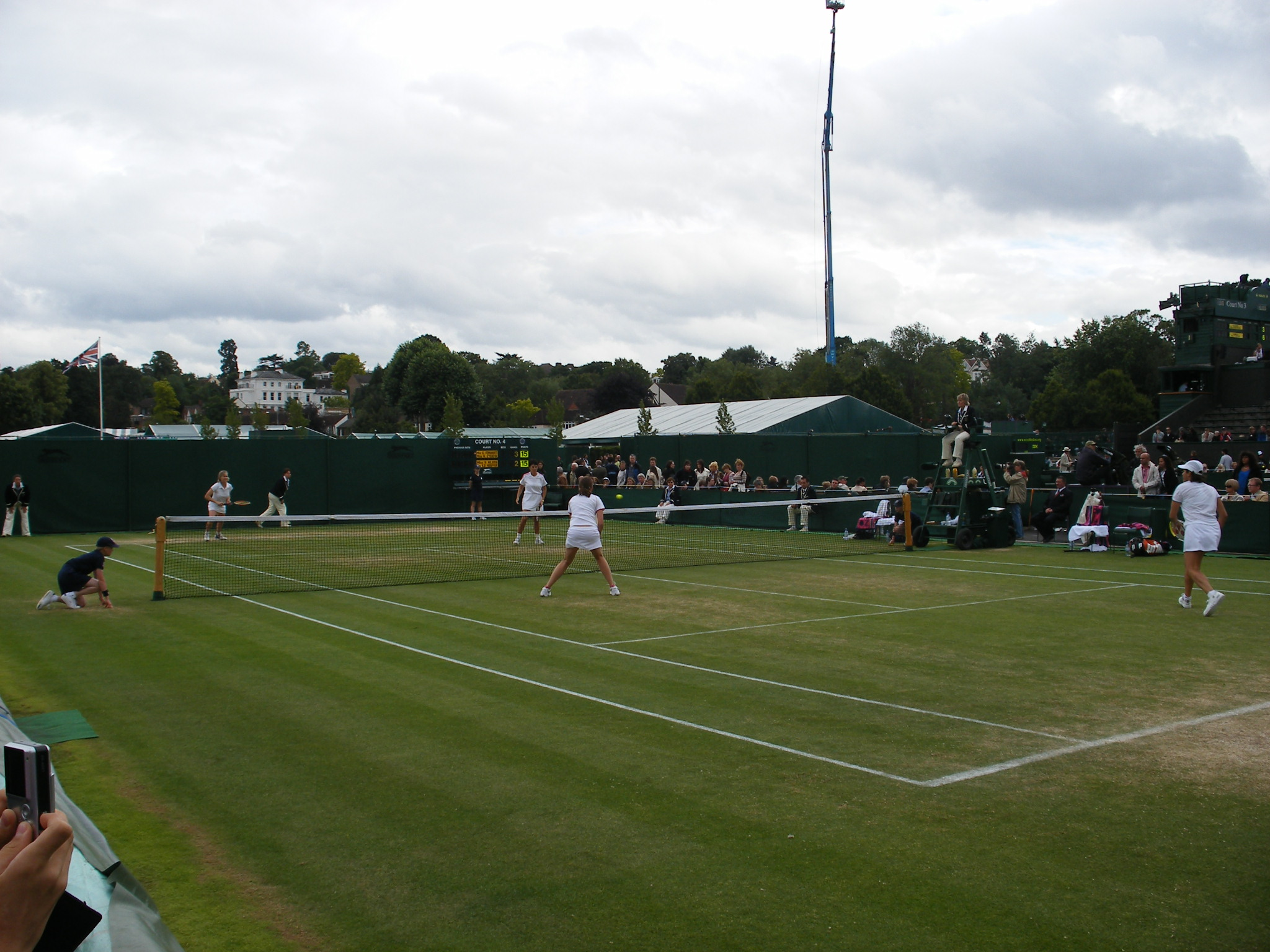
Court 4 Wimbledon
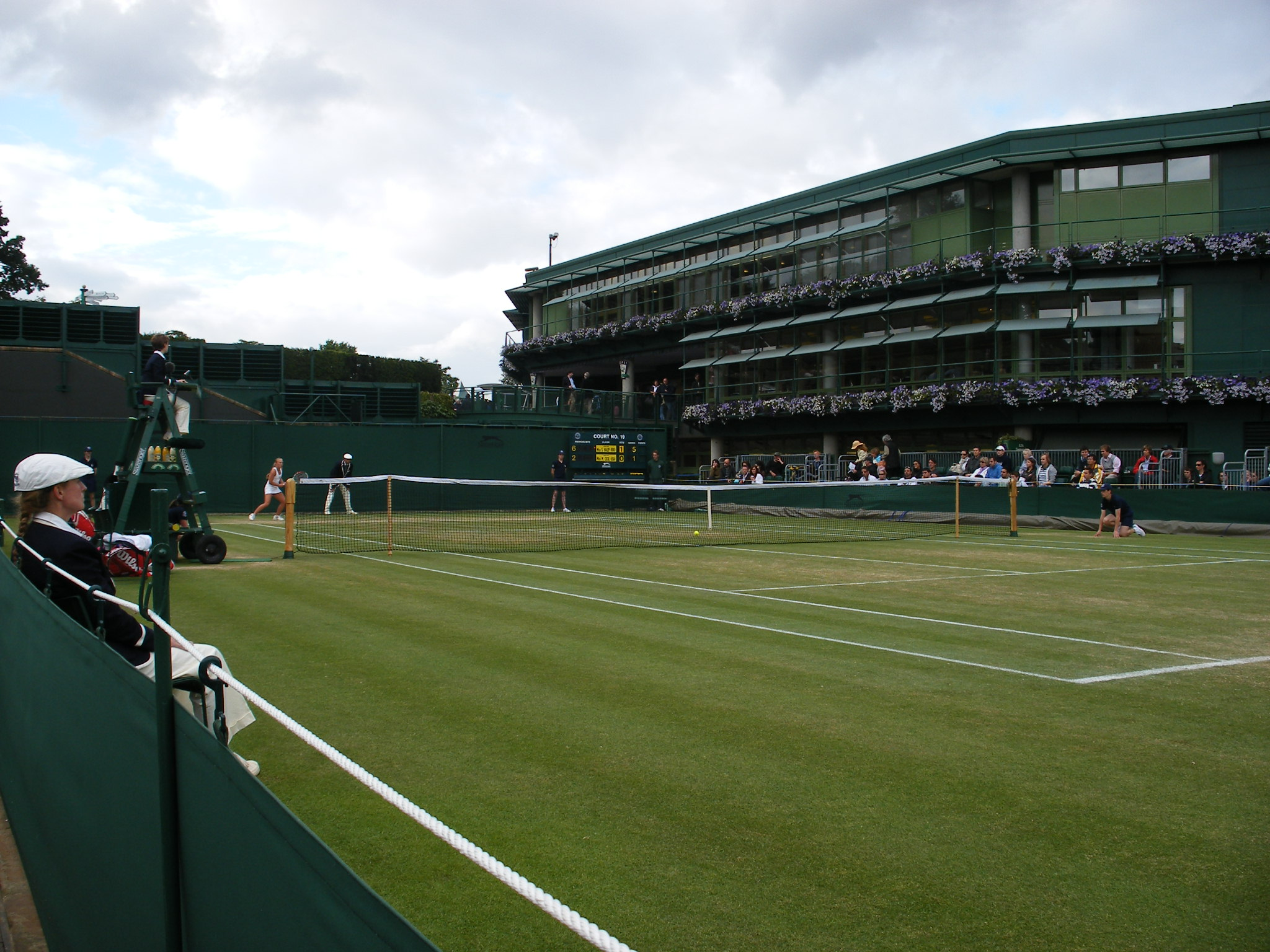
Court 19 Wimbledon
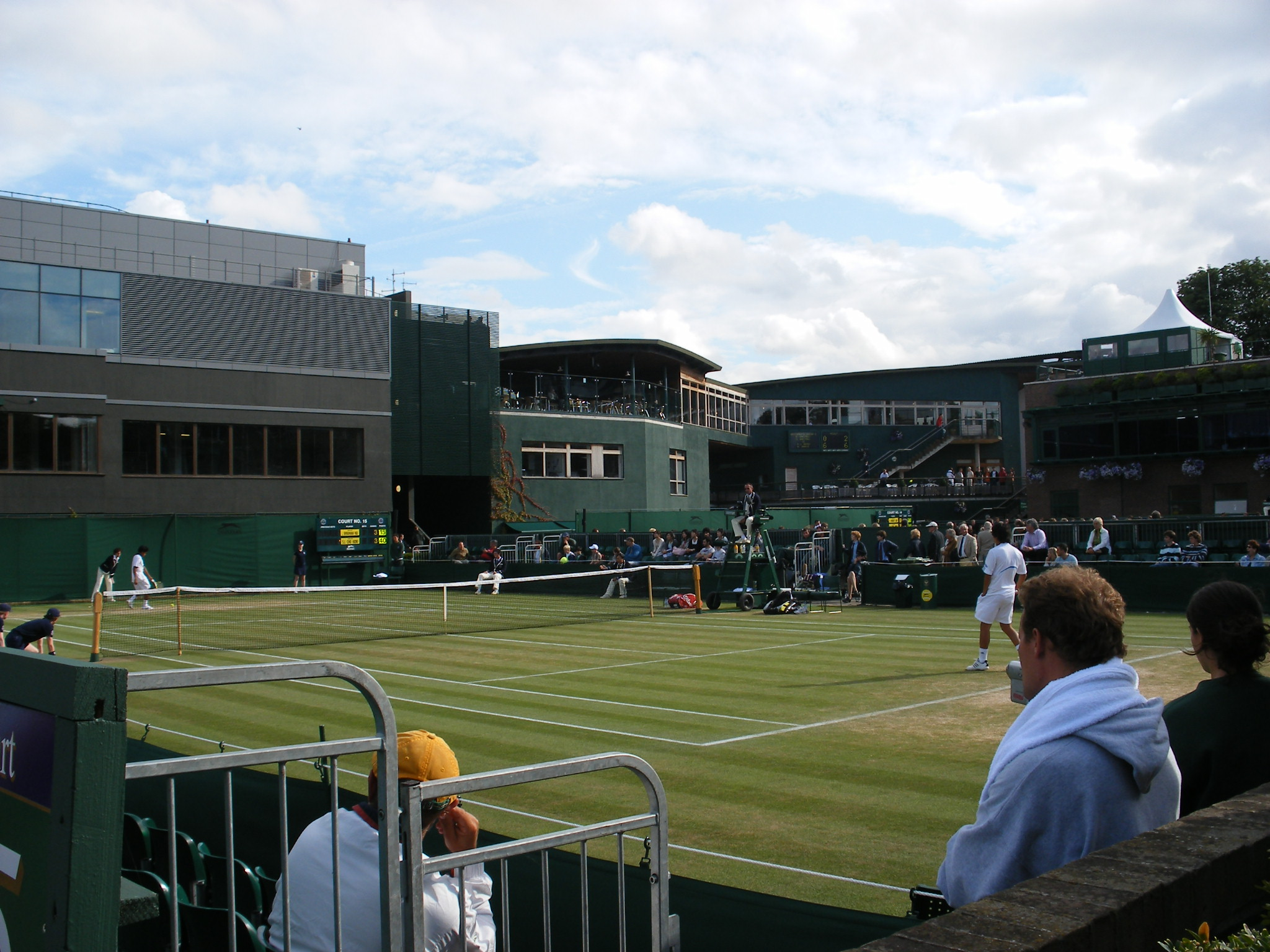
Court 15 Wimbledon
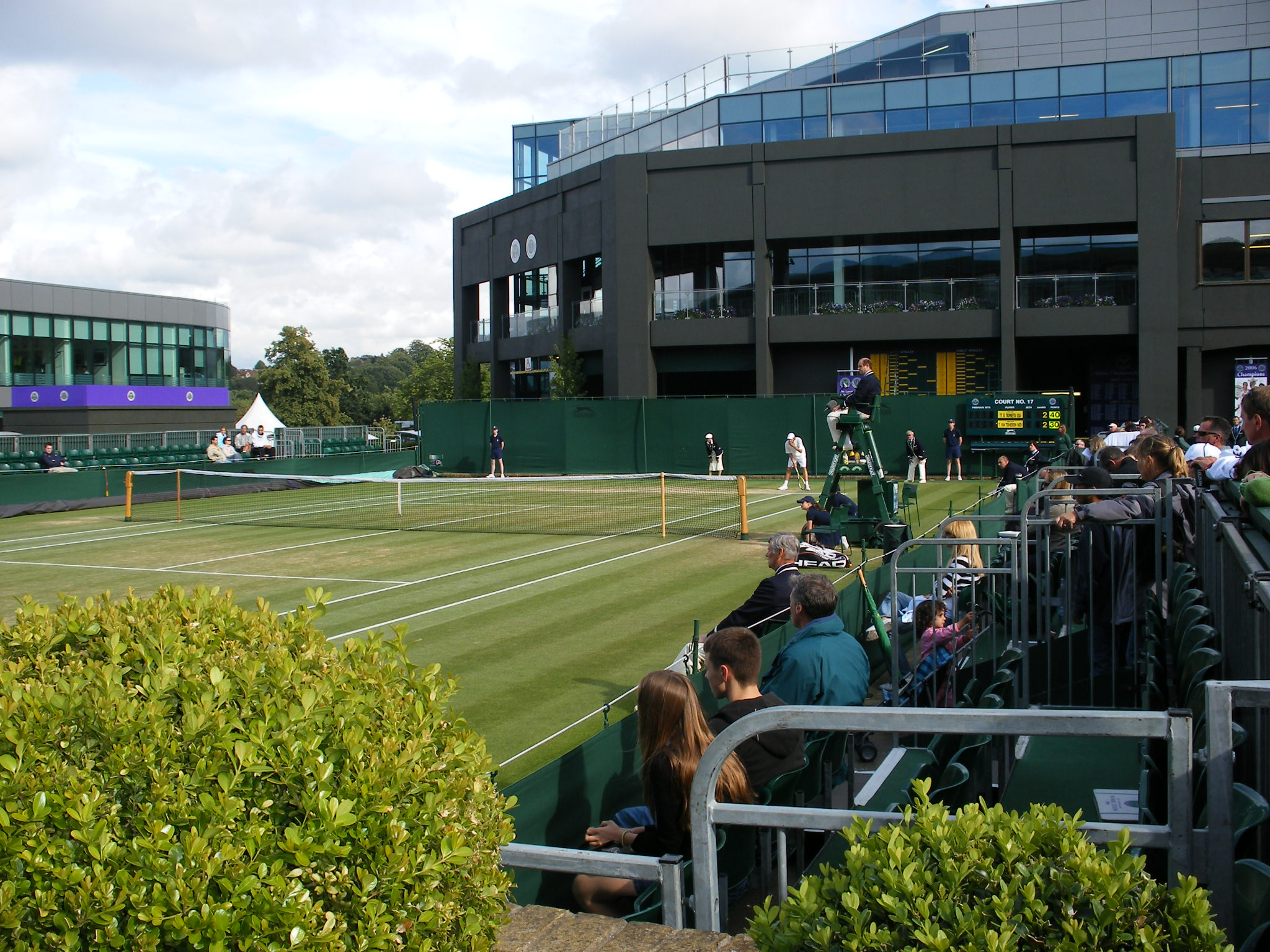
Court 17 Wimbledon
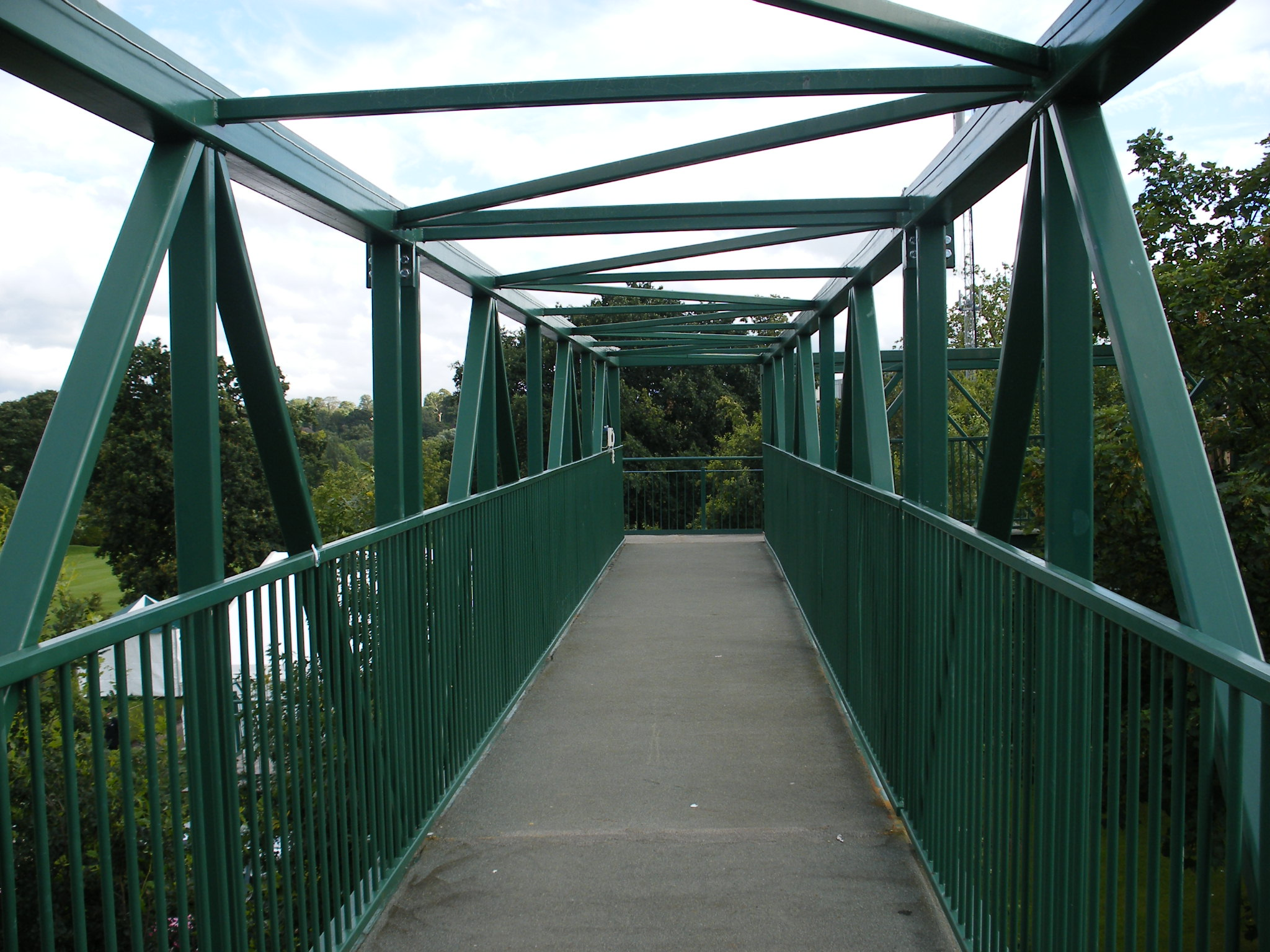
Wimbledon Queue Bridge
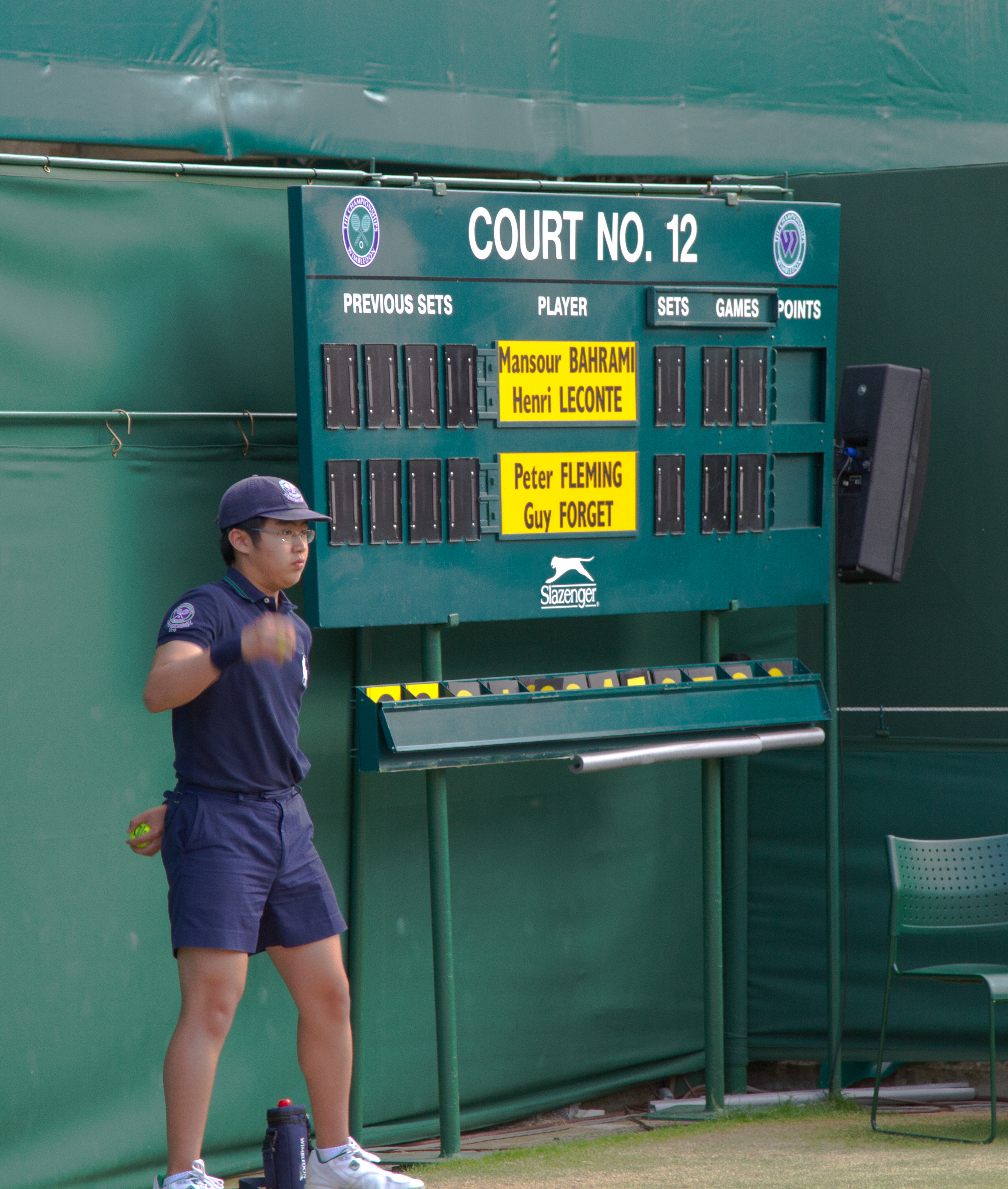
Score board Wimbledon